# マルコ・メオーニ
マルコ・メオーニ（Marco Meoni, 1973年5月25日 - ）は、イタリアの元男子バレーボール選手。パドヴァ出身。ポジションはセッター。元イタリア代表。

## 来歴
1990年、地元パドヴァのジュニアチームからセリエA・パドヴァに入団。ジュニア代表として1990年ジュニア欧州選手権で準優勝、1992年ジュニア欧州選手権で優勝し、ジュニア世界選手権で2つの銀メダル（1991年、1993年）を獲得した。
1994年にイタリア代表に選出され、同年4月28日、ハバナで行われたキューバ戦で代表デビュー。ワールドリーグ優勝4回、欧州選手権優勝3回のほか、1998年世界選手権で金メダル、1996年アトランタオリンピックで銀メダル、2000年シドニーオリンピックで銅メダルを獲得した。
1990年代はイタリアが誇る司令塔パオロ・トフォリの控えに甘んじることが多く、銀メダルを獲得した2003年ワールドカップ以降はバレリオ・ベルミリオに正セッターの座を明け渡したが、2008年北京オリンピックのバレーボール競技・世界最終予選にベテランセッターとして再招集され出場。2大会ぶり3度目となる北京オリンピック出場を果たした。
セリエAでは1998年から在籍したマチェラータでコッパ・イタリア優勝2回（2001年、2003年）、2001年CEVカップ優勝、2001-02年欧州チャンピオンズリーグ優勝を経験。パルマ、パドヴァ、トレントを経て、2007年からピアチェンツァに所属し、準優勝した2007-08年欧州チャンピオンズリーグでベストセッター賞を受賞。2008-2009シーズンに自身にとって初のリーグ優勝を経験した。
2010年6月、ヴェローナへ移籍した。

## 球歴
- オリンピック - 1996年（銀メダル）、2000年（銅メダル）、2008年（4位）
- 世界選手権 - 1998年（金メダル）
- ワールドカップ - 2003年（銀メダル）
- ワールドリーグ - 1995年、1997年、1999年、2000年（優勝）
- 欧州選手権 - 1995年、1999年、2003年（優勝）、2001年（準優勝）

## 所属クラブ
- ペトラルカ・パドヴァ （1990-1995年）
- ガベカ・モンティキアーリ （1995-1996年）
- ルーベ・マチェラータ （1996-2003年）
- パッラヴォーロ・パルマ （2003-2004年）
- センプレ・バレー・パドヴァ （2004-2005年）
- トレンティーノ・バレー （2005-2007年）
- パッラヴォーロ・ピアチェンツァ （2007-2010年）
- ブル・バレー・ヴェローナ （2010-2013年）
- パッラヴォーロ・ピアチェンツァ （2014-2015年）